# Bertrand Dawson
Bertrand Edward Dawson, primer vizconde Dawson de Penn (GCVO, KCB, KCMG, PC, FRCP, 9 de marzo de 1864-7 de marzo de 1945) fue médico de la familia real británica y presidente del Royal College of Physicians. Sirvió como médico de palacio para tres reyes: Jorge V, Eduardo VIII y Jorge VI del Reino Unido. En 1986, se reveló el contenido de su diario y ahí se descubrió que aceleró la muerte del rey Jorge V por medio de una inyección letal de morfina y cocaína.

## Primeros años y educación
Dawson nació en Croydon el 9 de marzo de 1864 y fue hijo de Henry Dawson, un arquitecto de Purley. Ingresó en el St. Paul School de Londres en 1877 y en el University College de Londres en 1879, donde se graduó en 1888 con un grado de Bachelor of Science (BSc). Se graduó en el Royal London Hospital en 1893 con un grado de Doctor en Medicina (MD).

## Carrera
Después de su graduación fue registrado como miembro de la Royal College of Surgeons (CMRs) en 1890 e investido como miembro de número de la Royal College of Physicians (FRCP) en 1903 y trabajó como médico durante varios años. En 1907, Dawson se unió al personal de palacio como médico extraordinario del rey Eduardo VII del Reino Unido, puesto que mantuvo hasta 1910, cuando Jorge V lo ascendió a médico ordinario, cargo que conservó hasta 1914. 
En 1911 fue nombrado caballero comendador de la Real Orden Victoriana (KCVO). Tras el estallido de la Primera Guerra Mundial, recibió el grado de coronel en la Royal Army Medical Corps en noviembre de 1914. Sirvió en el frente occidental en Francia entre 1915 y 1919, periodo durante el cual ascendió al rango de mayor general (había servido como oficial de la Royal Army Medical Corps en la fuerza Territorial durante muchos años). Notificó el pobre estado físico de las tropas británicas y llevó a cabo investigaciones sobre la fiebre de las trincheras, por lo que fue mencionado en los despachos.
Al terminar la guerra nuevamente fue nombrado médico ordinario del rey Jorge V, cargo que ocupó hasta 1936, fue nombrado caballero de gracia de la Venerable Orden de San Juan y compañero de la Orden del Baño (CB) en 1916, caballero gran cruz de la Real Orden Victoriana (GCVO) en los honores de año nuevo de 1918, caballero comendador de la Orden de San Miguel y San Jorge (KCMG) en 1919. En 1920, mientras era presidente del Consejo Consultivo del Medical and Allied Services sobre el futuro de los suministros del servicio. El informe fue muy influyente en los debates que rodearon la creación del National Health Service en 1948. En los honores de año nuevo de 1920, el 9 de febrero, fue elevado a la nobleza como barón Dawson de Penn, de la localidad de Penn, en el condado de Buckinghamshire y se convirtió en miembro activo de la Cámara de los Lores. En abril de 1926 fue nombrado a caballero comandante de la Orden del Baño (KCB), y fue elegido para formar parte del Consejo Privado de Su Majestad en los honores del cumpleaños de 1929. Ocupó el cargo de Presidente del Royal College of Physicians de 1931 a 1937.

## Eutanasia
La noche del 20 de enero de 1936, el rey Jorge V agonizaba a causa de una bronquitis y el doctor Dawson aceleró su final mediante la administración de una inyección letal de cocaína y morfina.

«Cerca de las 11 [de la noche] era evidente que la última etapa podía durar aún muchas horas, desconocido para el paciente pero poco compatible con la dignidad y la serenidad que tenía bien merecidas y que exigían una breve escena final. Horas de espera por el final mecánico cuando todo lo que es realmente vida se ha perdido solo extenua a los espectadores y los mantiene tan tensos que no pueden aprovechar el consuelo [que brinda] la reflexión, la comunión o la oración. Por lo tanto decidí determinar el final e inyecté morfina 3/4 de gramo y poco después 1 gramo de cocaína en la distendida vena yugular [...]» 

El motivo de su acción, que Dawson admite francamente en su diario, era asegurar que el anuncio de la muerte del rey aparecería en primer lugar en la edición matutina de The Times y no en alguna publicación menor más tarde durante el día. Para asegurarse por partida doble que así sería, Dawson telefoneó a su esposa en Londres pidiéndole que dejara saber a The Times que el anuncio era inminente.

La postura pública de Dawson acerca de la eutanasia se conoció más tarde ese año, cuando se opuso a un movimiento entre los Lores para legalizarla porque «pertenece a la sabiduría y conciencia de la profesión médica y no al ámbito de la ley». En 1986, se reveló el contenido del diario de Dawson por primera vez y en el reconocía claramente lo que había hecho —un revisor médico lo describió en 1994 como un arrogante «asesinato por conveniencia».

## Últimos años
En los honores de cumpleaños de 1936, el 30 de octubre, fue nombrado vizconde Dawson de Penn, de la localidad de Penn en el condado de Buckinghamshire, permaneció en el departamento médico de palacio durante el reinado de Eduardo VIII y de Jorge VI y atendió a numerosos miembros de la familia real y a monarcas extranjeros, como la reina Maud de Noruega y el rey Leopoldo III de Bélgica. Se cree que durante la crisis de abdicación de 1936 intentó provocar el retiro del primer ministro Stanley Baldwin por motivos de salud, para reducir la presión sobre el rey. Dawson sin duda estaba agradecido con Eduardo y trató de apoyarlo, pero el informe de su colega William Evans parece demostrar que manipuló la situación de forma poco ética.

Dawson era médico y amigo tanto del rey como del primer ministro durante la disputa entre ambos. Aunque Dawson se inclinaba al principio por la idea de que Baldwin debía retirarse, finalmente se pronunció sobre la salud del primer ministro desde un punto de vista estrictamente médico y sin dejarse influir por consideraciones políticas o morales; al aceptar de inmediato la opinión de un joven colega médico que afirmaba que el corazón del primer ministro estaba bien, hizo que el retiro de Baldwin por una incapacidad debida a sus problemas de corazón no pudiese seguir sosteniéndose; en consecuencia, cualquier intento de derrocar al primer ministro con ese argumento no resultaría.

## Familia
Lord Dawson de Penn se casó con Minnie Ethel Yarrow, hija de Sir Alfred Fernandez Yarrow, primer baronet, el 18 de diciembre de 1900. Tuvieron tres hijas: Sybil Frances Dawson, que se casó con David Eccles, primer vizconde Eccles; Ursula Margaret Dawson, que se casó con Sir Ian Frank Bowater; y Rosemary Monica Dawson, que se casó con Sir John Wrightson, tercer baronet. Dawson murió el 7 de marzo de 1945, a la edad de 80 años. Como no tuvo herederos varones sus títulos se extinguieron a su muerte.